# Hamataliwa subfacilis
Hamataliwa subfacilis là một loài nhện trong họ Oxyopidae.
Loài này thuộc chi Hamataliwa. Hamataliwa subfacilis được Octavius Pickard-Cambridge miêu tả năm 1894.